# Rio Ipembe
O rio Ipembe é um curso de água de Angola que faz parte da Vertente Atlântica.